# François de Fitz-James
François de Fitz-James (* 9. Juni 1709 in Saint-Germain-en-Laye; † 19. Juli 1764 in Paris) war Erster Hofkaplan Ludwigs XV. von Frankreich (1742–1748) und Bischof von Soissons (1739–1764).

## Leben
François de Fitz-James war der zweite Sohn des Marschalls Jacques Fitzjames de Berwick aus der (zweiten) Ehe mit Anne Bulkeley. Nach dem Tod seines älteren Bruders Jacques (13. Oktober 1721) erbte er dessen Herzogstitel (Fitz-James) und das Gouvernement Limousin, wandte sich aber 1727 der kirchlichen Laufbahn zu und legte bis auf den Herzogtitel, den er als Chef des Hauses Fitz-James weiterführte, alle weltlichen Würden nieder. 1736 legte er auch die Pairswürde ab.
König Ludwig XV. gab ihm im Mai 1728 die königliche Abtei Sankt Viktor in Paris in Kommende, die er am 3. August 1728 in Besitz nahm und in deren Kapelle er, am 21. März 1733 zum Priester geweiht, am 25. März 1733 seine Primiz feierte. Kurz darauf erhielt er die Ernennung zum Hofkaplan (Aumônier) des Königs und wurde am 23. März 1734 von der Pariser Theologischen Fakultät (Sorbonne) zum Doktor der Theologie promoviert. 1735 wurde er Generalvikar des Erzbischofs von Rouen, Nicolas de Saulx-Tavannes, und erhielt im September 1738 die Abtei Saint-Georges-de-Boscherville (in Saint-Martin-de-Boscherville in der Normandie) in Kommende. Am 31. Dezember 1738 vom König zum Bischof von Soissons ernannt, wurde er am 23. Februar 1739 im päpstlichen Konsistorium präkonisiert und erhielt am 31. Mai in der Kathedrale von Rouen durch Mgr de Saulx de Tavannes die Weihe. Am 5. Juni legte er vor dem König den Treueid ab und erhielt nach dem Rücktritt des Kardinals d’Auvergne am 3. März 1742 dessen Amt als Erster Hofkaplan (Premier Aumônier).
In dieser Funktion gehörte Fitz-James zum Gefolge des Königs, auch als der 1744 in Metz plötzlich schwer erkrankte und man um sein Leben fürchtete. Bischof Fitz-James verweigerte dem König jedoch die letzte Ölung, solange sich dessen Mätresse Marie-Anne de Mailly-Nesle, Herzogin von Châteauroux, noch in der Stadt befand. Aus Angst, gelyncht zu werden, verließen die Mailly und ihre Schwester Diane-Adélaïde heimlich die Stadt und reisten, von Kränkungen und Verwünschungen begleitet, nach Paris. Bischof Fitz-James nötigte den schwerkranken König, sich öffentlich für seinen unwürdigen Lebenswandel zu entschuldigen. Bald nach diesem erzwungenen Schuldeingeständnis erholte sich Ludwig XV. wieder und kehrte im November 1744 nach Paris zurück. Die erboste Mailly verlangte vom König, Bischof Fitz-James vom Hof zu verbannen, es kam aber wegen ihres Todes am 8. Dezember 1744 nicht dazu. Mit der nächsten Mätresse, Madame de Pompadour, geriet der sittenstrenge Fitz-James ebenfalls in Konflikt, zog aber diesmal den Kürzeren. Am 6. März 1748 verlor er seine Stelle als Erster Hofkaplan und musste sich in seine Diözese begeben.
In Soissons ließ Bischof Fitz-James alle bischöflichen Gebäude, v. a. die Kathedrale, auf Hochglanz bringen und ordnete die Verwaltungsstrukturen neu, u. a. indem er neue Dekanate errichtete. Im französischen Kirchenstreit des 18. Jahrhunderts (Gallikanismus/Jansenismus) galt er als führender Vertreter der Jansenisten, was sich aber aus seinen Schriften nicht belegen lässt. In einem Schreiben an den altkatholischen Bischof Meindaerts von Utrecht vom 31. Mai 1739 riet er diesem zur Anerkennung der päpstlichen Bulle Unigenitus von 1713, die den Jansenismus verurteilte. Seine Hirtenbriefe und sein Rituale erregten bei der Veröffentlichung großes Aufsehen. Ein Hirtenbrief von 1762, in dem er die Aufhebung der Gesellschaft Jesu (Jesuiten) forderte, wurde offiziell von Papst Clemens XIII. verurteilt (13. April 1763) und von vielen französischen Bischöfen abgelehnt.
Bischof Fitz-James starb am 19. Juli 1764 in Paris. Seine gesammelten Werke erschienen postum in zwei Bänden.

## Werke
- Rituel du diocèse de Soissons (4 Bände, 1753)
- Instructions pour les dimanches et fêtes de l'année qui font la 3e partie du Rituel de Soissons, imprimées par ordre de Mgr François, duc de Fitz-James, évêque de Soissons. Soissons : P. Courtois, 1755.
- Catéchisme ou exposition de la doctrine chrétienne (1756)
- Œuvres posthumes (2 Bände 1769, ein Ergänzungsband 1770)